# Cá song gio
Đừng nhầm lẫn với Cá sòng gió
Cá song gio, danh pháp là Epinephelus awoara, là một loài cá biển thuộc chi Epinephelus trong họ Cá mú. Loài này được mô tả lần đầu tiên vào năm 1842.

## Từ nguyên
Từ định danh bắt nguồn từ tên thông thường của loài cá này ở Nagasaki (Nhật Bản), cũng là nơi thu thập mẫu định danh.

## Phạm vi phân bố và môi trường sống
Từ Hàn Quốc và Nhật Bản, cá song gio được phân bố trải dài về phía nam đến Việt Nam và Philippines, bao gồm các vùng bờ biển khác thuộc biển Nhật Bản, biển Hoa Đông và biển Đông.
Ở Việt Nam, cá song gió thường xuyên được bắt gặp dọc theo vùng bờ biển Trung Bộ, từ Hà Tĩnh trở vào Bình Thuận.
Cá song gio sống ở vùng biển có nền đáy đá hoặc bùn cát trộn lẫn, độ sâu đến ít nhất là 50 m, trong khi cá con thường thấy ở các vũng thủy triều. Ở Trung Quốc, loài này sống ở độ sâu khoảng 2–3 m vào giữa mùa hè và bơi đến vùng nước sâu hơn vào mùa đông.

## Mô tả
Chiều dài cơ thể lớn nhất được ghi nhận ở cá song gio là 60 cm. Cá có màu nâu xám nhạt, thường ửng vàng hơn ở bụng. Hai bên thân có các dải nâu sẫm, có thể mờ đi ở những con trưởng thành cỡ lớn. Đầu và thân có nhiều đốm nhỏ màu vàng, thân còn lốm đốm các vệt trắng (thấy rõ trên các sọc nâu). Vây lưng mềm, vây đuôi và đôi khi là vây hậu môn có viền vàng.
Số gai ở vây lưng: 11; Số tia vây ở vây lưng: 15–16; Số gai ở vây hậu môn: 3; Số tia vây ở vây hậu môn: 8; Số tia vây ở vây ngực: 17–19; Số vảy đường bên: 49–55.

## Sinh học
Trong điều kiện nuôi nhốt, cá song gio khá hung dữ, thường rượt đuổi và cắn những loài khác, đặc biệt là đồng loại với chúng.
Thức ăn của cá song gio bao gồm cá nhỏ hơn, các loài động vật giáp xác và động vật chân đầu.
Cá song gio là loài lưỡng tính tiền nữ, nghĩa là đực trưởng thành đều phải trải qua giai đoạn là cá cái.

## Thương mại
Cá song gio là loài cá thực phẩm có giá trị thương mại trên toàn bộ phạm vi phân bố của chúng. Không những vậy, cá song gio còn được nuôi làm cá cảnh do có kiểu hình lạ mắt.
Cá song gio đang được nhân giống từ cá bột đánh bắt trong tự nhiên với quy mô lớn ở nhiều tỉnh Trung Quốc. Trứng của loài này đã được thụ tinh nhân tạo và thời gian tồn tại lâu nhất của cá ấu trùng là 15 ngày.
Trong vài năm qua, lai tạo thường được sử dụng đối với cá vì nó cho phép kết hợp các ưu điểm từ các loài khác nhau. Người ta đã thành công trong việc lai tạo cá mú từ cá song gio cái và Epinephelus tukula đực nhờ phương pháp thụ tinh nhân tạo. Con lai này có ưu điểm là tỉ lệ dị tật thấp và tốc độ tăng trưởng nhanh, đồng thời mang lại giá trị kinh tế tiềm năng.